# Machilus boninensis
Machilus boninensis là loài thực vật có hoa trong họ Nguyệt quế. Loài này được Koidz. miêu tả khoa học đầu tiên năm 1918.